# Anne McGinty
Anne McGinty (Findlay, 29 juni 1945) is een Amerikaans componiste, dirigente, muziekuitgever en fluitiste.  

## Levensloop
McGinty studeerde aan de Ohio State University in Columbus bij Donald McGinnis (dwarsfluit) en bij Bernard Goldberg (muziektheorie). Verder studeerde zij aan de Duquesne Universiteit in Pittsburgh bij Joseph Willcox Jenkins (compositie), waar zij ook haar Bachelor of Music alsook haar Master of Music behaalde.
Zij verzamelde orkestervaring als solofluitiste in het Tucson (Arizona) Symphony Orchestra en verder in het Tucson Pops Orchestra en het TSO Woodwind Quintet. Zij verzorgde een groot aantal concerten waarin zij als fluitsoliste optrad. McGinty organiseerde en leidde eveneens workshops en cursussen voor haar hoofdinstrument, de dwarsfluit. Als docente was zij ook werkzaam bijvoorbeeld voor kamermuziek voor gehandicapten alsook voor het "Royal American Regiment Fife and Drum Corps". Zij werkte ook een bepaalde tijd als recensente en columniste voor magazines en vakbladen zoals "The School Musician", in de "National Flute Association (NFA) Newsletter" en anderen. Verder werkte zij als verantwoordelijke voor muziek van houtblaasinstrumenten in de muziekuitgeverij Hansen Publications in Miami Beach en publiceerde aldaar als eerste werken voor fluitkoren. Als dirigente ontving zij de Golden Rose Award van de "Women Band Directors National Association".
In 1987 richtte zij in Scottsdale samen met haar echtgenoot, de componist John Edmondson, de muziekuitgeverij Queenwood Publications op, die in 2002 aan de Neil A. Kjos Music Company werd verkocht. Verder is zij eigenaar van de muziekuitgeverij McGinty LLC. 
Als componiste voelt zij zich natuurlijk met haar instrument verbonden. Zij is de eerste vrouwelijke componist die een compositieopdracht van de United States Army Band ontving voor het werk Hall of Heroes (2000). Verder kreeg zij een opdracht voor het schrijven van een compositie voor het 200-jarig bestaan van de United States Military Academy in West Point in 2001 met de titel To Keep Thine Honor Bright. Tot nu schreef zij meer dan 250 werken voor harmonieorkest, strijkorkest, fluitensembles en kamermuziek. Zij is lid van de American Society of Composers, Authors and Publishers (ASCAP) en bestuurslid van de National Flute Association (NFA).

## Composities

### Werken voor orkest
- 2001 American Folk Trilogy, voor strijkorkest
- 2003 Dona nobis pacem, voor strijkorkest
- 2004 The Wexford Carol, voor strijkorkest
- Bow Fiddle-Y, voor strijkorkest
- Kum Ba Yah, voor strijkorkest

### Werken voor harmonieorkest
- 1979 Variations and Theme, voor dwarsfluit en harmonieorkest
- 1981 Encomium
- 1982 Three Greec Dances
- 1983 Divertissement
- 1983 Hyberion Overture
- 1983 Passacaglia
- 1984 A Jubilant Tribut
- 1984-1985 A European Christmas
- 1984 Music for a Celebration
- 1984 Prometheus Overture
- 1984 Triumphal Overture
- 1985 Choral and Canon
- 1985 Clarinet Concertante
- 1985 Discovery Overture
- 1985 Monticello Overture
- 1985 Norwegian Folk Fantasy
- 1986 A Scottish Salute
- 1986 Amberwood Overture
- 1986 American Folk Festival
- 1986 Christmas Collage
- 1986 Crown Point Celebration
- 1986 Sounding Success
- 1986 Syntonos
- 1986 Testimonium
- 1986 The Challenger
- 1989 Athenian Festival
- 1994 Kachina: Chant and Spirit Dance
- 1998 Kings Kings Kings
- 2000 Hall of Heroes
- 2001 Prelude & Dance
- 2001 To Keep Thine Honor Bright
- 2005 Pinnacle Overture
- 2005 Riversong
- 2006 Cherokee Rose
- 2006 Cymbalism
- 2006 Fanfaron Overture
- 2006 New River Overture
- 2006 Victorious
- 2007 Butterflies
- 2007 Quintessence
- 2007 Thunder Hill Overture
- 2008 A Medieval Quest
- 2008 Kingstree Overture
- 2008 Long Way From Home
- 2008 Shain Park Celebration
- 2008 The Power of One
- A Shaker Trilogy
- A Symphonic Celebration
- Actium
- African Folk Trilogy
- African Folk Trilogy nr. 2
- Alden Bridge Overture
- All the Pretty Little Horses
- Allegheny Overture
- Allegro con brio
- Allegro ritmico
- American Rhapsody
- Amphion
- An Echo of the Infinite
- An American Celebration
- And the Heart replies

- Appalachian Folk Fantasy
- Arlington Overture
- Armstrong's March A description of Colonel John Armstrong's march in 1756
- Asheville Overture
- Atlantica
- Atlantis
- Ballade, voor dwarsfluit en harmonieorkest
- Bandissimo
- Bandtasia
- Bumblebee Blues
- Cambridge Overture
- Canadian Folk Fantasy
- Canterbury Overture
- Castle Hill Overture
- Centennium
- Chant And Gloria
- Chant Fantastique
- Charterpoint
- Chatterbox
- Chippewa Lullaby
- Chorale Prelude
- Choros
- Circles of Stones
- Clarinet Caprice
- Clouds
- Command Z
- Cumberland Gap
- Cyclorama
- Dances in the Wind
- Dark of the Moon
- Diamond Ridge March
- Diversions (An Overture)
- Down To The River To Pray
- Eagle Point Overture
- Echoes
- Emerald Point Overture
- English Folk Fantasy
- English Folk Trilogy
- Falling Branch
- Fanfare and Fugue
- Flowing
- Flute Loops
- Foxwood Overture
- Genesis
- Glory: An Indonesian Folk Song
- Grayhawk Overture
- Greek Folk Trilogy
- Green Mountain Rhapsody
- Greensleeves Fantasie
- Hieroglyphs (Scenes from the Nile)
- Holton-Arms Fanfare
- Hoosier Pride (Concert March)
- Hungarian Folk Fantasy
- Imperial Overture
- Intro & Scherzo
- Icelandic Folk Trilogy
- Japanese Folk Trilogy
- Kaleidos
- Kiva: Rituals and Ceremonies
- Kokopelli
- Kum Ba Yah

- Legend of the Eagle
- Madrigal For Band
- Metron Overture
- Morningstar Overture
- Motivations
- Multiple Choice
- Mystic Legend
- Neon
- On the Crest of the Wave
- Once to every Man and Nation
- Overture In Bb
- Overture In F
- Oxford Overture
- Painted Desert
- Pell's Point
- Phoenix Overture
- Pinnacle Overture
- Prelude to a Festival
- Quicksilver Overture
- Queenwood Overture
- Rainbow Bridge
- Red Rock Canyon
- Renaissance Fair
- Rhapsody, voor klarinet (solo) en harmonieorkest
- Riversong
- Round And Round And Round
- Russian Folk Fantasy
- Scottish Folk Fantasy
- Sea Song Fantasy
- Sea Song Trilogy
- Serpents
- Shiperd's Dream in memoriam John Jay Shipherd
- Somerset Overture
- Song of the Flute
- Songs of Israel
- Songs Of The Emerald Isle
- Songs Of The New World
- Spectrum
- Spirals
- Stars
- Stonecrest Overture
- Suite Modale
- Superstition Overture
- Synchronism No. 1
- Syntonos
- The Magic Forest
- The Mohawk Trail
- The Red Balloon
- The Sun-God Ceremony
- This Old Band
- Those Fabulous Flutes
- Tientikos
- Tis a Gift
- Tongue Twisters
- Triton
- Twas In The Moon Of Wintertime (The Huron Carol)
- Twisted Myrtle
- Two Canadian Folk Songs
- Wellington Overture
- Westminister Overture
- Westwind Overture
- Who Can Sail Against The Wind
- Windsor Overture
- Wolseys Wilde

### Kamermuziek
- Ballade, voor dwarsfluit en piano
- Masques, voor fluitensemble